# Karniewo (gromada)
Karniewo – dawna gromada, czyli najmniejsza jednostka podziału terytorialnego Polskiej Rzeczypospolitej Ludowej w latach 1954–1972.
Gromady, z gromadzkimi radami narodowymi (GRN) jako organami władzy najniższego stopnia na wsi, funkcjonowały od reformy reorganizującej administrację wiejską przeprowadzonej jesienią 1954 do momentu ich zniesienia z dniem 1 stycznia 1973, tym samym wypierając organizację gminną w latach 1954–1972.
Gromadę Karniewo z siedzibą GRN w Karniewie utworzono – jako jedną z 8759 gromad na obszarze Polski – w powiecie makowskim w woj. warszawskim, na mocy uchwały nr VI/10/6/54 WRN w Warszawie z dnia 5 października 1954. W skład jednostki weszły obszary dotychczasowych gromad Byszewo(), Byszewo-Wygoda, Chełchy-Chabdzyno (z wyłączeniem wsi Chełchy-Cibory), Chełchy Iłowe, Chełchy-Klimiki, Chrzanowo-Bronisze, Karniewo, Malechy, Ośnica, Rafały, Tłucznice, Zalesie i Żabin Karniewski ze zniesionej gminy Karniewo oraz obszar dotychczasowej gromady Szlasy-Złotki ze zniesionej gminy Smrock w tymże powiecie. Dla gromady ustalono 24 członków gromadzkiej rady narodowej.
31 grudnia 1959 do gromady Karniewo przyłączono obszar zniesionej gromady Łukowo oraz wsie Chełchy-Kmiece, Chełchy Dzierskie i Chełchy-Cibory ze znoszonej gromady Romanowo w tymże powiecie.
Gromada przetrwała do końca 1972 roku, czyli do kolejnej reformy gminnej. 1 stycznia 1973 w powiecie makowskim reaktywowano gminę Karniewo.